# Lophodermium laricinum
Lophodermium laricinum är en svampart som beskrevs av Duby 1862. Lophodermium laricinum ingår i släktet Lophodermium och familjen Rhytismataceae.   Inga underarter finns listade i Catalogue of Life.